# Terminal Bloomberg

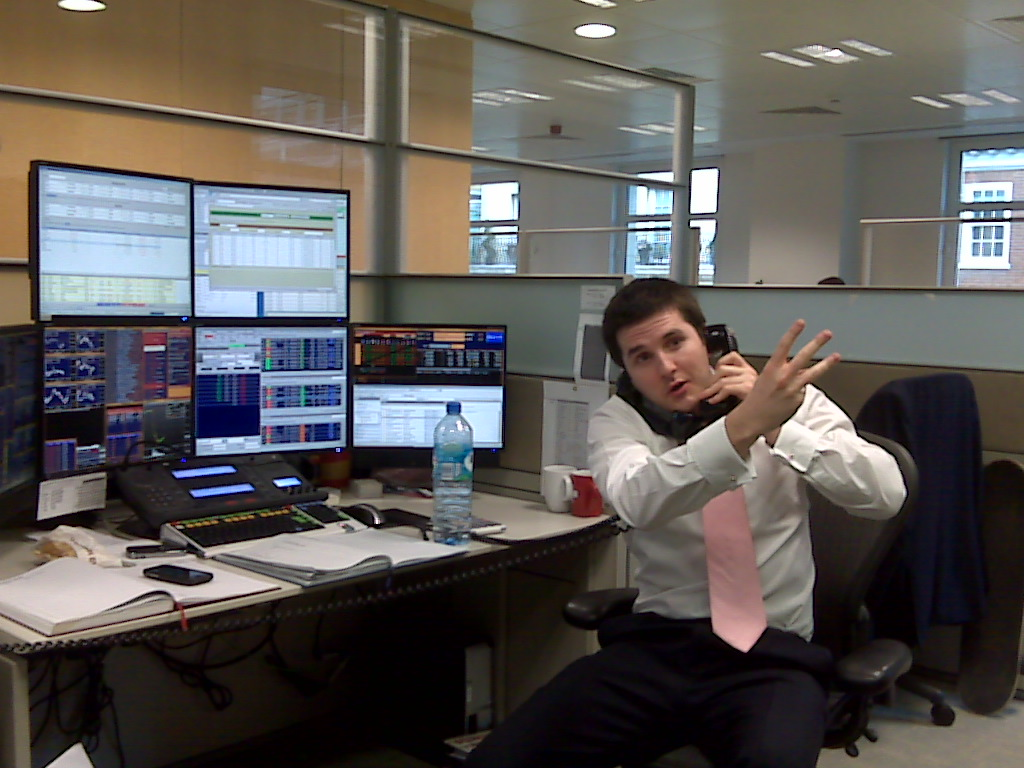
Agente financiero (broker) sentado de espaldas a un terminal Bloomberg de seis pantallas.

El terminal Bloomberg es un sistema informatizado desarrollado por Bloomberg L.P. que permite a los profesionales de las finanzas y otros sectores acceder a los servicios de Bloomberg Professional para monitorizar y analizar en tiempo real los mercados financieros además de efectuar transacciones electrónicamente. El sistema también proporciona otro tipo de servicios como noticias, información sobre cotizaciones o un servicio de mensajería a través de su red segura. La mayor parte de las grandes empresas financieras tienen subscripciones para el uso de Bloomberg Professional. Algunos mercados también cobran una tarifa adicional por acceder en tiempo real a su información bursátil, existiendo otras tarifas adicionales para el caso de agencias de noticias. Todos los terminales Bloomberg se alquilan por periodos de dos años (aunque en el pasado existieron arriendos por un año). La configuración de los terminales Bloomberg varía por lo general entre dos y seis pantallas. El coste anual por un terminal es de 20 000 dólares (24 000 para el caso de pequeñas empresas que cuentan con una solo terminal). A fecha mayo de 2010 existían 315 000 terminales Bloomberg en todo el mundo con una subscripción a los servicios de la empresa.

## Arquitectura

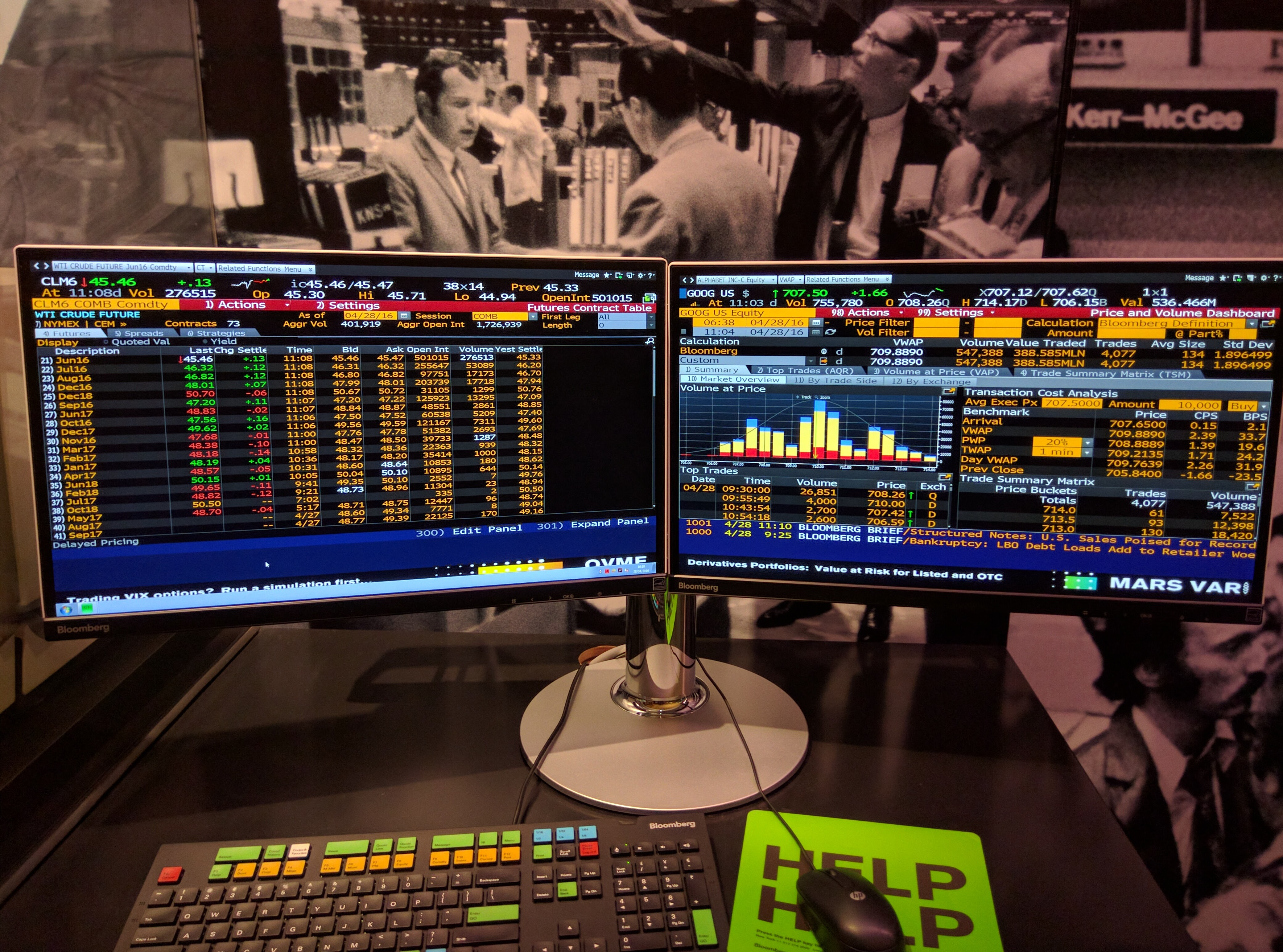
Museo Bloomberg Terminal (New York City, New York, Estados Unidos)

El terminal Bloomberg utiliza una arquitectura del tipo cliente-servidor en la cual el servidor multiprocesador funciona bajo un sistema operativo Unix. El terminal cliente, usado por el usuario final para interactuar con el sistema, es un programa que funciona bajo el sistema operativo Windows. Los usuarios también pueden recurrir a un servicio extra llamado Bloomberg Anywhere que permite acceso Web a la aplicación Windows a través de un cliente Citrix. También existen aplicaciones para sistemas operativos móviles que permiten el acceso a través de Android, BlackBerry e iOS.

## Teclado

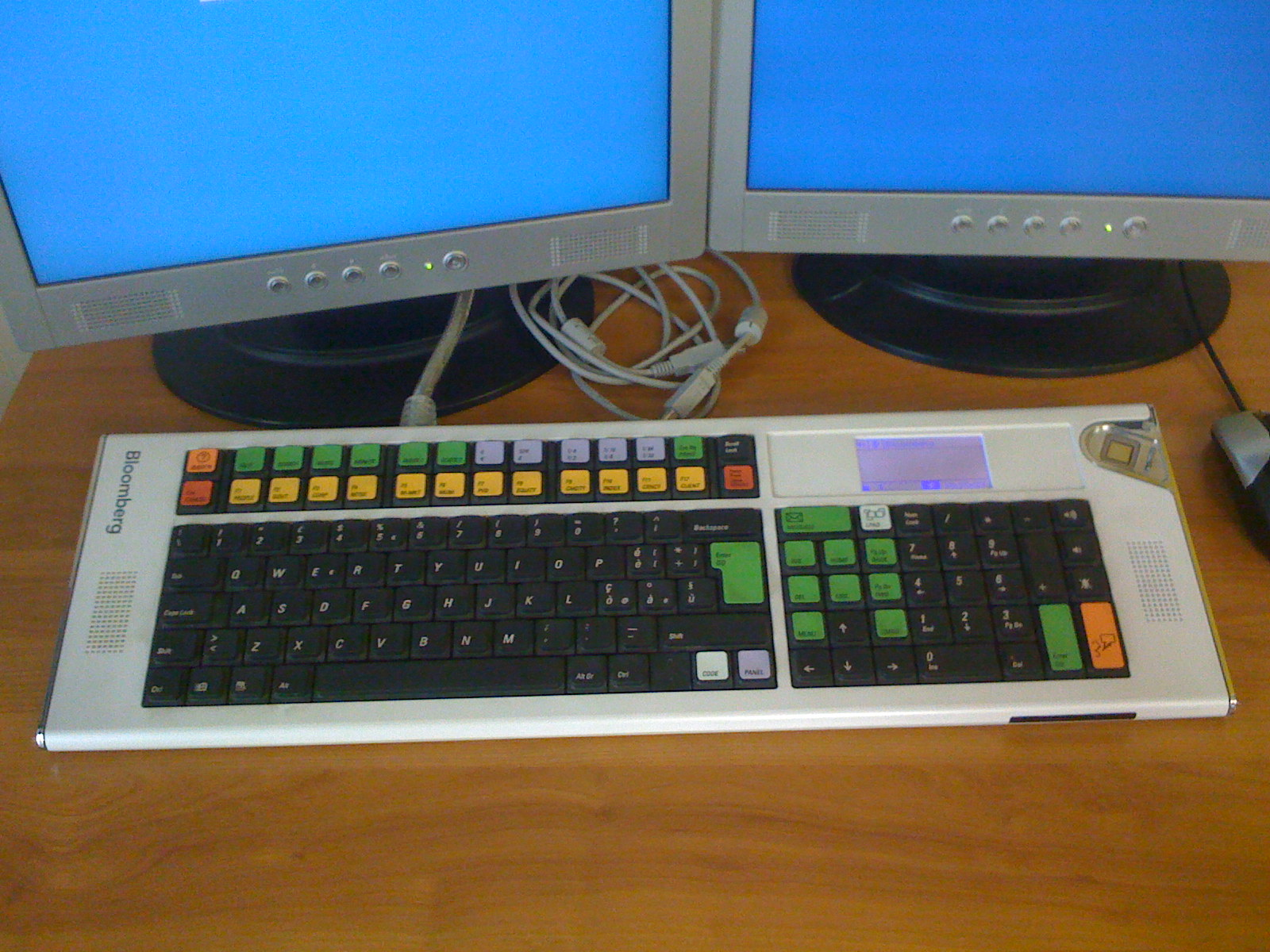
Teclado de un terminal Bloomberg, especialmente adaptado para permitir atajos y ejecutar órdenes financieras rápidamente.

La autobiografía de Michael Bloomberg publicada en 1997 tiene un capítulo en el cual explica las diferencias de diseño entre el teclado del terminal Bloomberg y el teclado IBM PC keyboard, por entonces muy popular. El teclado del terminal fue diseñado para profesionales bursátiles que no tuvieran experiencia previa con la informática. Aunque que el teclado Bloomberg guarda en apariencia muchas similitudes con el teclado típico de ordenador personal, el diseño incluye varias mejoras que facilitan a los usuarios la navegación a través del sistema. Desde comienzos de la década de 1980, cuando se empezó a diseñar el terminal Bloomberg, se mantuvo la idea de crear un sistema que fuera amigable y sencillo para el usuario final.
Los comandos suelen aparecer dentro de paréntesis angulares "< >". Algunas teclas del teclado cambian su nombre técnico habitual (por ejemplo, F10) siendo asignado a una orden concreta. Parte de las teclas adoptan colores distintos para facilitar la memorización y la agrupación de comandos parecidos. La tecla "Esc" es de color rojo con el texto <CANCEL>, destinado a detener operaciones rápidamente. La tecla "Enter" adopta el nombre de <GO> con un color verde.
Una de las mayores diferencias respecto a los teclados normales es la tecla <MENU>, que en el terminal Bloomberg cumple una función parecida a la botón "atrás" de los navegadores de Internet.